# ひと夏ひと夜
『ひと夏ひと夜』（ひとなつひとよ）は、光GENJI2枚目のミニ・アルバム。1991年7月7日（日曜日）にポニーキャニオンから発売された。

## 収録曲
- 編曲：佐藤準

1. 南風にのせて
作詞：津田えりこ　作曲：和泉一弥
2. ドキドキSummer Days
作詞・作曲：西岡千恵子
  - フジテレビ系『ひらけ!ポンキッキ』挿入歌
3. 真夏の夜の夢
作詞：松井五郎　作曲：羽田一郎
4. 二人の夜明け
作詞：江崎ひろ子　作曲：MAYUMI

## 収録アルバム
- 「ひらけ!ポンキッキ 最新ベストアルバム」（2のみ）